# Kim Trew
Kim Trew est un homme politique provincial canadien. Il était le député de la circonscription du Parc Coronation de Regina du NPDS à l'Assemblée législative de la Saskatchewan de 1995 à 2011.
Il est le petit-fils de Beatrice Trew, députée de la Co-operative Commonwealth Federation dans Maple Creek de 1944 à 1948.